# 베라 치틸로바
베라 치틸로바(체코어: Věra Chytilová 베라 히틸로바[*], 1929년 2월 2일 ~ 2014년 3월 12일)는 체코슬로바키아의 영화 감독으로, 체코 영화계의 선구자로 체코 뉴 웨이브를 이끈 인물 중 한 명이다.

## 작품 목록
- 깊은 곳의 진주들 - "Automat Svět" (1966, 옴니버스 영화)
- 데이지즈 (1966)
- 천국의 열매 (1970)
- 목신의 매우 늦은 오후 (1983)
- 울프스 홀 (1987)
- Šašek a královna (1987)
- Kopytem sem, kopytem tam (1989)
- 인헤리턴스 (1992)
- 대책 없는 인생 (2006)